# Sima
Sima là một thị trấn thuộc hạt Borsod-Abaúj-Zemplén, Hungary. Thị trấn này có diện tích 4,88 km², dân số năm 2010 là 23 người, mật độ 5 người/km².